# Neuměř
Neuměř är en ort i Tjeckien.   Den ligger i regionen Plzeň, i den västra delen av landet, 110 km sydväst om huvudstaden Prag. Neuměř ligger 394 meter över havet och antalet invånare är 128.
Terrängen runt Neuměř är platt. Runt Neuměř är det ganska tätbefolkat, med 111 invånare per kvadratkilometer. Närmaste större samhälle är Holýšov, 2,7 km öster om Neuměř. I omgivningarna runt Neuměř växer i huvudsak blandskog.